# Nova Varoš
Nova Varoš (v srbské cyrilici Нова Варош) je město v centrálním Srbsku poblíž hranice s Černou Horou. V roce 2002 zde žilo 8 795 obyvatel. Administrativně je součástí Zlatiborského okruhu a historicky regionu, známého jako Sandžak. Nachází se v hornaté oblasti; průměrná nadmořská výška se pohybuje okolo 1000 m a vrcholky okolních hor dosahují výšky až 1600 m n. m.